# Acacia ptychoclada
Acacia ptychoclada é uma espécie de leguminosa do gênero Acacia, pertencente à família Fabaceae.